# Nuoto artistico ai campionati mondiali di nuoto 2022 - Singolo (programma tecnico)
Il concorso del singolo (programma tecnico) ai campionati mondiali di nuoto 2022 si è svolto il 17 e 18 giugno 2022 presso lo stadio del nuoto Alfréd Hajós di Budapest.

## Programma
Il turno preliminare è iniziato il 17 giugno 2022 alle ore 9:00. La finale è iniziata il 18 giugno alle ore 16:00.

## Risultati
In verde sono segnati i finalisti
| Pos.    | Atleta               | Nazione       | Preliminari | Preliminari | Finale  | Finale |
| Pos.    | Atleta               | Nazione       | Punti       | Pos.        | Punti   | Pos.   |
| ------- | -------------------- | ------------- | ----------- | ----------- | ------- | ------ |
| Oro     | Yukiko Inui          | Giappone      | 91.9189     | 1           | 92.8662 | 1      |
| Argento | Marta Fiedina        | Ucraina       | 90.9382     | 2           | 91.9555 | 2      |
| Bronzo  | Evangelia Platanioti | Grecia        | 88.6163     | 3           | 89.5110 | 3      |
| 4       | Linda Cerruti        | Italia        | 88.6075     | 4           | 89.0142 | 4      |
| 5       | Vasiliki Alexandri   | Austria       | 87.9133     | 5           | 88.9841 | 5      |
| 6       | Anita Alvarez        | Stati Uniti   | 85.4685     | 6           | 86.2807 | 6      |
| 7       | Kate Shortman        | Gran Bretagna | 83.8324     | 7           | 85.1632 | 7      |
| 8       | Joana Jiménez        | Messico       | 83.1988     | 9           | 83.8394 | 8      |
| 9       | Oriane Jaillardon    | Francia       | 83.6928     | 8           | 83.6865 | 9      |
| 10      | Audrey Lamothe       | Canada        | 83.1821     | 10          | 83.0909 | 10     |
| 11      | Marlene Bojer        | Germania      | 80.8648     | 11          | 81.4450 | 11     |
| 12      | Lee Ri-young         | Corea del Sud | 80.5753     | 12          | 80.5294 | 12     |
| 13      | Karina Magrupova     | Kazakistan    | 80.0042     | 13          |         |        |
| 14      | Ilona Fahrni         | Svizzera      | 79.8704     | 14          |         |        |
| 15      | Jasmine Verbena      | San Marino    | 78.9977     | 15          |         |        |
| 16      | Chiara Diky          | Slovacchia    | 77.5403     | 16          |         |        |
| 17      | Karolína Klusková    | Rep. Ceca     | 74.8578     | 17          |         |        |
| 18      | Clara De León        | Uruguay       | 74.2252     | 18          |         |        |
| 19      | Klara Šilobodec      | Croazia       | 72.4970     | 19          |         |        |
| 20      | Clara Ternström      | Svezia        | 72.2373     | 20          |         |        |
| 21      | Gabriela Alpajon     | Cuba          | 68.6361     | 21          |         |        |
| 22      | Laura Strugnell      | Sudafrica     | 68.1776     | 22          |         |        |
| 23      | Ana Culic            | Malta         | 67.8191     | 23          |         |        |
| 24      | Sude Dicle           | Turchia       | 66.6667     | 24          |         |        |
| 25      | Maria Salazar        | Aruba         | 65.6580     | 25          |         |        |
| 26      | Maria Alfaro         | Costa Rica    | 61.4452     | 26          |         |        |